# موتوي ساكورابا
موتوي ساكورابا (桜庭統 ساكورابا موتوي) هو ملحن ياباني ولد في 5 أغسطس 1965 في محافظة أكيتا.

## أعماله في الأنمي

### مسلسلات أنمي تلفزيونية
- غينسومادين سايوكي
- فايس كرويتز غلين
- ستار أوشن EX
- تيلز أوف ذي أبيس
- تيلز أوف زيستيريا ذا كروس (بالتعاون مع غو شينا)
- بلاستر

### أفلام أنمي
- بلو ريمينز (بالتعاون مع يوكو فوكوشيما)

## أعماله في ألعاب الفيديو
- سلسلة ألعاب تيلز
  - تيلز أوف فانتازيا (بالتعاون مع شينجي تامورا; بالتعاون مع ريوتا فورويا في إصدار سوبر فاميكوم)
  - تيلز أوف ديستني (بالتعاون مع شينجي تامورا)
  - تيلز أوف فانتازيا: ناريكيري دانجن (بالتعاون مع شينجي تامورا وتوشيكي آيدا)
  - تيلز أوف إيتيرنيا (بالتعاون مع شينجي تامورا)
  - تيلز أوف ديستني 2
  - تيلز أوف سيمفونيا (بالتعاون مع شينجي تامورا وتاكيشي أراي)
  - تيلز أوف ريبرث
  - تيلز أوف ذي أبيس (بالتعاون مع شينجي تامورا وموتوؤو فوجيوارا)
  - تيلز أوف ذا تمبست
  - تيلز أوف سيمفونيا: دون أوف ذا نيو وورلد (بالتعاون مع شينجي تامورا)
  - تيلز أوف فيسبيريا (بالتعاون مع هيبيكي آوياما)
  - تيلز أوف هارتس (بالتعاون مع هيبيكي آوياما وهيروشي تامورا في إصدار نينتندو دي أس;بالتعاون مع كازوهيرو ناكامورا في إصدار بلاي ستيشن فيتا)
  - تيلز أوف غريسز (بالتعاون مع هيبيكي آوياما)
  - تيلز أوف فرسس (بالتعاون مع هيبيكي آوياما)
  - تيلز أوف فانتازيا: ناريكيري دانجن X (بالتعاون مع هيبيكي آوياما)
  - تيلز أوف إكسيليا
  - تيلز أوف ذا هيروز: توين بريف (بالتعاون مع كازوهيرو ناكامورا، هيبيكي آوياما وغو شينا)
  - تيلز أوف إكسيليا 2
  - تيلز أوف زيستيريا (بالتعاون مع غو شينا)
  - تيلز أوف بيرسيريا
- سلسلة ألعاب ستار أوشن
  - ستار أوشن
  - ستار أوشن: ذا سكند ستوري
  - ستار أوشن: بلو سفير
  - ستار أوشن: تيل ذي إند أوف تايم
  - ستار أوشن: فرست ديبارتشر
  - ستار أوشن: سكند إيفولوشن
  - ستار أوشن: ذا لاست هوب
  - ستار أوشن: إنتيغريتي أند فايثليسنيس
- سلسلة ألعاب فالكيري بروفايل
  - فالكيري بروفايل
  - فالكيري بروفايل 2: سيلميريا
  - فالكيري بروفايل: كوفينانت أوف ذا بلوم
  - فالكيري أناتوميا: ذي أوريجين
- سلسلة ألعاب ماريو غولف
- سلسلة ألعاب ماريو تنس
- سلسلة ألعاب غولدن سن
- سوبر سماش برذرز براول
- سوبر سماش برذرز فور نينتندو 3دي إس و وي يو
- سوبر سماش برذرز ألتميت
- ماريو سبورتس سوبرستارز
- باتين كايتوس: إيتيرنال وينغز آند ذا لوست أوشن
- باتين كايتوس أوريجينز
- إنفنت أندسكفري
- ريزونانس أوف فايت (بالتعاون مع كوهي تاناكا)
- أركوس أوديسي
- إترنال سوناتا
- ديول ماسترز: بيرث أوف سوبر دراغون
- غرانادا (بالتعاون مع ماسآكي أونو)
- دارك سولز
- دارك سولز 2
- دارك سولز 3
- شاينينغ فورس 3
- سول-فيس
- تينشو غاكوين غيكوروكو
- بيوند ذا لابرينث
- إيرنست إيفانز (بالتعاون مع هيروكي إيتو في إصدار سيجا CD)
- إل فيينتو
- عودة أنيت
- تايم غال (موسيقى أسماء النهاية)
- هيودين
- فاينل زون (بالتعاون مع ماسآكي أونو وياسونوري شيونو)
- إكزيست أركايف: ذي أذر سايد أوف ذا سكاي
- سايبرنيتيك إمباير
- زان: كاغيرو نو توكي
- كيد إيكاروس: أبرايسنغ
- كوزميك فانتسي 4
- وي لاف غولف!
- تينبو: سانغوكوشي سيشي (بالتعاون مع ريوتا فورويا)

## وصلات خارجية
- موتوي ساكورابا على موقع IMDb (الإنجليزية)
- موتوي ساكورابا على موقع ميوزك برينز (الإنجليزية)
- موتوي ساكورابا على موقع أول ميوزيك (الإنجليزية)
- موتوي ساكورابا على موقع ديسكوغز (الإنجليزية)
- موتوي ساكورابا على موقع قاعدة بيانات الفيلم (الإنجليزية)